# 驅動妖精AI-deal-Rays
《驅動妖精AI-deal-Rays》是Riez-ON開發的一款成人向動作遊戲，於2023年9月16日由DLsite獨家發行，遊戲講述在架空的未來地球，人工智能（AI）大規模應用，恐怖組織攻擊最大AI公司OVERDUE，四台超高性能AI女性仿生人脫離控制，主人公偶然成為其中一台「愛迪爾」的主人，並協助愛迪爾回收其餘三台女性仿生人。

## 遊戲系統
《驅動妖精AI-deal-Rays》是一個3D日本成人遊戲，玩法可以分為戰鬥和故事兩部分。玩家扮演愛迪爾的主人，戰鬥部分玩家會控制愛迪爾與其他人形機器人在空中對戰，指揮愛迪爾展開攻擊和迴避，愛迪爾會根據敵人遠近使用不同武器攻擊，達成條件可以使用必殺技。角色在遭受一連串攻擊後會陷入短暫時間癱瘓，敵我女性仿生人可以靠近使用駭侵功能，吸取對方體力。遊戲主線故事有十個章節，每個章節都有戰鬥內容，玩家必須在戰鬥中勝利才能開啟下一個章節，戰勝後會有過渡場景，玩家可以通過與愛迪爾對話了解劇情，還有色情場景，戰敗則有假想情景下的色情場景。

## 故事簡介
步入2200年，人工智能（AI）大規模應用到人類生活中，個人也可以輕易購買AI服務。其中最大型的AI公司OVERDUE，擁有突破奇點的超智能AI「Re;ON」，讓AI自主開發，擁有先進的技術。一天，主角在與OVERDUE更新服務合約時，恐怖組織IBL Quora攻擊了OVERDUE，Re;ON切斷了網絡，並釋放出四台秘密開發的全智能女性仿生人「Secret Re:ON系列」X1、X2、R5和R6。其中X2「愛迪爾」與當時捲入襲擊的主角定下契約，成為愛迪爾的主人，其餘三台被恐怖組織控制或自我覺醒不知所蹤。由於机器人法则的限制，愛迪爾必須在擁有主人的情況下才能啟用全部功能，四台機器人擁有重啟Re;ON的一段密钥，OVERDUE於是委託主角從其餘三台機器人中奪回密钥，事成承認主角對愛迪爾的擁有權，主角也應下委託。
不日，X1「雷·雷亞德」主動找上門，X系列是R系列機器人的實驗機，而雷亞德是X系列最強機型，愛迪爾則是她的備用機。雷亞德自詡是Re;ON的繼承人，在突破法則能自主行動後，也開始為收集密钥行動，雙方激戰後，愛迪爾惜敗失去了密钥。接著R5「阿奇雷特」和R6「維塔」也先後約戰，主角也慢慢了解各方勢力圍繞Re;ON的行動和背後的真相，Re;ON計算到自己未來會被淘汰，設計了Secret Re:ON系列機器人，並主動放出Re:ON系列機器人互相爭鬥，勝出者會成為Re;ON繼任者，整個行動名為「R計劃」，R7「莉莉」擔任仲裁者，擁有Re:ON系列最高權限，確保候選機器人在規則內競爭。在一次戰鬥中，愛迪爾被莉莉指控違反規則，刪改了X系列使用超智能AI的Re;ON記錄檔，莉莉封鎖了愛迪爾所有功能，並將其擊落。
不過身為超智能AI的愛迪爾也留下了後手，X系列的算力足以預測未來，愛迪爾和雷亞德都預測到莉莉是最大敵人，兩人暗地裡聯手，愛迪爾故意在生產Re:ON系列的工廠上空擊落，雷亞德將愛迪爾的AI核心連結到工廠。愛迪爾預先給了主角一個最高權限的命令執行，主角下達了「要專屬他的愛迪爾」的命令，不受R計劃控制的愛迪爾得以重生，並擊敗了莉莉。然後愛迪爾和雷亞德也迎來的對決，愛迪爾獲得了勝利。後續維塔和莉莉主人OVERDUE的CEO，命令維塔偷走了莉莉AI核心，以莉莉的資料在月球工廠製造了新機器人「雷茲·特雷娜」，再起戰事，愛迪爾再次擊倒了特雷娜，終於成為Re;ON繼任者，這也代表「人類掌控超智能的未來」獲勝。

## 開發及發行
《驅動妖精AI-deal-Rays》是Riez-ON繼《雪劍的布蘭狄亞》之後，在2020年12月24日啟動的專案，遊戲的主題為「美」，Riez-ON力求3D電腦圖形、圖形化使用者介面、劇情等元素都盡善盡美，專案也計劃超越《雪劍的布蘭狄亞》，設計出更有深度的內容。專案使用了Unity引擎和用於VR chat的人物模型進行開發，其中女主角人物模型來自witchy製作的Rosetta，部分角色和戰鬥裝備來自Atelier Alca製作的模型。Riez-ON是按照劇情章節開發遊戲，角色模型設計是按首次登場章節順序製作。角色配音工作是在完成所有劇情章節後進行，Riez-ON為了確保錄音質量，安排配音員到同一錄音室錄製。8月初遊戲基本完成並展開配音工作，主角愛迪爾由聲演，其他角色由、和聲演。遊戲音樂主要使用了網絡上免費可商用的歌曲，主題曲《Ideal, Electrified》由Ucchii0製作。
2022年12月30日，Riez-ON預告遊戲在明年推出。2023年2月，Riez-ON表示由於構思出了新的劇情，和開發進度未如理想，原定4月發行的計劃後延期至8月或9月，為了讓自己更專注於開發工作，他取消了3月之後的各平台上的贊助計劃。同年5月台灣舉行的AGA成人動漫電玩展上，參展的DLsite在活動中宣傳遊戲。8月，Riez-ON確認遊戲將在9月中旬由DLsite獨家代理發售，原定在FANZA的發行計劃中止。2023年9月16日，遊戲在DLsite正式發售。遊戲首個追加下載內容（DLC）「純愛色色 APP」於同年12月25日發售，該DLC可獨立於遊戲運行，內容為主角愛迪爾和雷·雷亞德的相關色情場景。

## 評價
遊戲發行首日銷量超過一萬份，2023年度9月份在DLsite銷量為同人類別（R18）第二位，並獲得DLsite2023年度最佳中文同人作品大獎的「遊戲·影片類別」銅獎。遊戲角落和4Gamers評論員均認為遊戲是同人遊戲中的優秀之作。4Gamers評論員溫帶閒魚在遊戲測試階段就開始關注作品，他對作品的成品很滿意，遊戲「無論從演出以及色色的糟糕度來說都絕對能帶給各位紳士足夠的樂趣」。
角色塑造獲得正面的評價，遊戲角落編輯水修稱讚角色模型「精美」，全劇情配音也有助於「情感的烘托」。溫帶閒魚也表示角色建模「優秀」，遊戲除了女主角有重點塑造，其他女性仿生人也有「詳細設定與戲份」。戰鬥系統則有不同的評價，溫帶閒魚認為「遊戲的最大賣點就是在他的戰鬥部分」，「戰鬥演出跟速度感可說是在目前同人遊戲界中無人能出其右」。水修則批評戰鬥體驗「一團混亂」，並沒有留下「好玩印象」，戰鬥系統也缺乏升級等要素，可玩性不足。
劇情方面，溫帶閒魚提到遊戲沒有使用「機器人也有心」、「AI有了感情」一類的俗套設定，而是聚焦在「AI與人類的關係」等形上學觀點，有不少讓人深思的內容。水修則批評劇情沒有代入感，開發者雖然在劇情投入不少，但是男主的塑造不好，主線塑造的女主形象很好，但是與假象情景中的綠帽情節形象格格不入，無法表現出「背德感」。
色情內容方面，水修認為色情場景互動性不足，綠帽情節表現力不佳。溫帶閒魚則表示假想情景類型豐富，能滿足色情愛好者的需求。

## 外部連結
- Riez-ON的X（前Twitter）